# Моими глазами
«Моими глазами» — российский фантастический телесериал в жанре триллер-псевдореалити, снятый «Фокус Плюс Синема» в 2011 году по заказу телеканала ТНТ. Премьера состоялась там же 27 января 2013 года. Это первый в мире сериал, полностью снятый по принципу «субъективной камеры». Сериал шёл раз в неделю по воскресениям по три серии в день (в последний день показывались четыре серии вместо трёх) и закончился открытым финалом.
В марте 2014 американская компания «Fox Television Studios» купила права на создание американской адаптации сериала под названием «Through my eyes», работа над которой началась в декабре 2015 года. Продюсерами адаптации выступили Лоренс Бендер и Крис Браун, для которых это первый телепроект. Режиссёр оригинальной версии Заур Болотаев срежиссирует одну из первых серий. На данный момент проект всё ещё находится в стадии разработки.
22 марта 2015 года генеральный директор канала ТНТ Игорь Мишин в эфире радиостанции «Эхо Москвы» официально объявил о том, что второго сезона у сериала не будет.

## Создание
Проект впервые был объявлен генеральным директором ТНТ Романом Петренко в октябре 2011 года на презентации телесезона 2011/2012.
По приглашению продюсера ТНТ Евгения Никишова сценаристом стал его бывший коллега Илья Куликов, который ранее написал сценарии к успешным сериалам «Карпов» и «Глухарь». Режиссёр сериала Заур Болотаев является его же оператором-постановщиком, роль самих операторов выполняют актёры.
Изначально сериал хотели снимать экшн-камерой GoPro, но она не давала изображения кинематографического качества и поэтому специально для съёмок была разработана новая «субъективная» камера на основе фотоаппарата серии Lumix, и целая система её крепления на актёров. Для этого актёрам на головы надевался шлем, у которого спереди крепилась сама камера, а на затылке — противовес-утяжелитель (на прослушивании им не говорили, что они будут операторами, и конструкцию они впервые увидели только на съёмочной площадке). Большую часть окружающей обстановки актёры видели через дисплей камеры, из-за чего у них часто возникали проблемы с дистанцией между ними и окружающими предметами (при этом в задачу актёров входило, чтобы в кадр не попадали их тени). В каждой серии есть эпизоды, в которых персонажи по каким-либо причинам смотрят в зеркала: для этих эпизодов актёров снимали отдельно со стороны (когда на них не были надеты конструкции) и при монтаже их изображения монтировались в кадр. Во избежание конкуренции всем журналистам, приходившим на съёмочную площадку, запрещалось фотографировать конструкцию. Сцены панорамных пролётов над городом (в том числе и «глаза» Ткачука и Волкова, когда их души находятся вне тел) снимали камерой, закреплённой на мультикоптере.
Сериал снимали в Воскресенске, в том числе в МОУ «Лицей № 22». Массовку среди жителей Воскресенска набирали через объявления в социальных сетях (из-за чего многие думали, что это розыгрыш). Исполнителей главных ролей набирали через актёрские агентства. Вячеслав Чепурченко, сыгравший Лёшу Казанцева, около десяти раз проходил прослушивание. Как и в большинстве подобных сериалов, для большей достоверности поведения персонажей, Заур Болотаев на основные роли взял малоизвестных актёров.

## Сюжет
В секретной лаборатории, расположенной недалеко от небольшого городка, запущен проект «Радуга», в котором учёные пытаются достичь бессмертия. Они строят специальную машину, которая может извлекать душу в виде энергетического сгустка из одного тела и переселять её в другое. Для этого у подопытного, с помощью специальной инъекции, вызывают остановку сердечной мышцы и в момент смерти машина извлекает его душу. Первые опыты проводят на обезьянах, но они оказываются неутешительными: душа может находиться как в новом теле, так и вне какого-либо тела, но в первом случае она может продержаться там только около пяти часов, после чего разум тела-носителя начинает выталкивать её, а во втором случае у души начинает ускоряться процесс старения, после чего она исчезает. Когда принимается решение провести опыт на живом человеке, то люди, инвестирующие проект, вместо нормального «подопытного кролика», присылают серийного убийцу Александра Ткачука. Перед извлечением души Ткачук сообщает учёным «Радуги», что если он умрёт, то вернётся и убьёт их всех. В том числе и руководителя проекта — доктора Валерия Волкова. Волков же, который перед этим случайно узнал, что люди, финансирующие «Радугу», возможно, собираются использовать их результаты в отнюдь не благих намерениях, решает саботировать эксперимент, из-за чего душа Ткачука в момент, когда её собираются переселить в другое тело, вырывается из машины. Вселившись в одного из охранников, Ткачук берёт Волкова в заложники, чтобы тот вывел его за пределы лаборатории. Но Волкову удаётся заманить душу Ткачука в специальную капсулу, которая является для неё неким подобием капкана. Капсулу можно открыть только с помощью специального ключа.
Волков отдаёт капсулу и ключ своему сыну Максиму и просит, чтобы он раздал их разным людям на хранение. Но Максим вместо этого показывает капсулу своей подруге Кате Чуниной, они из любопытства вскрывают её и Ткачук вырывается на волю. Зная, что он не может вечно находиться в телах-носителях и вне их, Ткачук в конечном итоге решает вернуться в капсулу и пытается найти её и ключ. Попутно он возвращается в лабораторию и взрывает там атомный реактор, из-за чего город сотрясает небольшое землетрясение, а в небе появляется торнадо-образная туча. Наконец, Ткачук, будучи вне тела, сталкивается с Максимом Волковым, у которого в руках активирована капсула, но Ткачука туда почему-то не засасывает. Вместо этого в небе появляется гигантский энергетический сгусток, похожий на душу Ткачука, только увеличенный в сотни раз. Душа Ткачука сливается с ним, и сгусток начинает плыть над городом. Параллельно звучат новостные сообщения о том, что в городе происходит серия массовых грабежей.
Отправной точкой сериала является день, когда в местной школе наступает выпускной вечер.

## Персонажи
- Лёша Казанцев (Вячеслав Чепурченко) — школьный красавчик и негласный лидер среди своих друзей. Он активен и предприимчив, но в то же время резок. Несмотря на свои пороки, Лёша любит своих родителей.
- Лиза (Ирина Денисова) — медсестра скорой помощи и мать-одиночка. Из-за постоянного стресса села на промедол. Она забирала тело Кати Чуниной и нашла в её руке обрывок фотографии, где та запечатлена с Максимом Волковым.
- Юрий Самарин (Дмитрий Готсдинер) — следователь СКП и капитан юстиции. Его образ мало раскрыт и, помимо своего участия в основной сюжетной линии, он демонстрирует довольно распространённый порок коррумпированного милиционера.
- Вера Казанцева (Мария Курденевич) — старшая сестра Лёши Казанцева. Как и её брат, она активна и предприимчива и в то же время не менее порочна. Однажды она ради пробы выставляет свои фотографии на эротическом сайте соответствующих услуг и, в итоге соблазнившись деньгами, становится девушкой по вызову.
- Колян (Павел Ясенок) — одноклассник Лёши Казанцева и Максима Волкова. Друг Лёши, в отличие от которого, в минуты стресса ведёт себя более спокойно.
- Катя Чунина (Лилия Разакова) — одноклассница Максима Волкова. У неё не было близких друзей, кроме Максима, с которым она стала встречаться за два месяца до выпускного.
- Максим Валерьевич Волков, «Толстый» (Александр Бобров) — сын Валерия Николаевича Волкова и бойфренд Кати Чуниной. Как и Чунина, он тоже не имел друзей из-за своей застенчивости.
- Пётр Ермаков (Макар Запорожский) — молодой сержант ППС. Он недавно работает в сфере милиции и поэтому, несмотря на своих матёрых коллег, которые вовсю демонстрируют коррумпированность и равнодушие, все ещё верит в справедливость и действительно пытается помогать людям.

### Проект «Радуга»
- Валерий Николаевич Волков (Анатолий Горячев) — доктор-реаниматолог, руководящий проектом «Радуга». Начав работать над проектом «Радуга», он так увлёкся им, что стал жёстким и скрытным, из-за чего съехал от жены и сына.
- Анна Витальевна Ежова (Лидия Омутных) — начальник службы безопасности проекта «Радуга». В прошлом — преступница и сотрудник ГРУ, из-за чего очень хладнокровна, но в то же время не лишена чувственности.
- Воронов (Дмитрий Поднозов) — сотрудник службы безопасности проекта «Радуга». До этого он, предположительно, был капитаном из 5-го отдела ГРУ[11].
- Андрей Викторович Осокин (Александр Плаксин) — учёный-реаниматолог, участвующий в проекте «Радуга». В какой-то момент у него начинает зарождаться чувство сильного подозрения относительно проекта, так как он засекречен даже от государства.
- Олег Шустров «Шустрик» (Константин Быков) — бомж, проигравший всю свою жизнь за долги и из-за денег согласившийся на участие в проекте «Радуга» (всю суть проекта ему не раскрыли).
- Александр Максимович Ткачук/Чёрный дым (Константин Шелестун) — преступник, который, будучи во главе ОПГ совершил более 50 преступлений. Люди, инвестирующие проект «Радуга», выбирают его в качестве первого подопытного кролика, что крайне не нравится Волкову. Перед извлечением души Ткачук произносит последние в его жизни слова: «Доктор, если я умру, я вернусь и убью вас всех».

## Список серий
Видеоряд каждой серии представляет собой точку зрения и фокусировку на происходящем одного из персонажей, изредка допускается включение «фокуса» другого персонажа. Каждая серия начинается с момента, на котором закончилась предыдущая. При этом сначала даётся отрывок в фокусировке персонажа предыдущей серии, а всё дальнейшее — уже в фокусировке персонажа текущей серии. Хотя все серии имеют один сквозной сюжет, каждая серия раскрывает личную историю её персонажа.
| №  | Название                    | Описание | Дата премьерного показа | Ключевой герой               |
| -- | --------------------------- | --- | ----------------------- | ---------------------------- |
| 1  | Красавчик                   | Выпускник Лёша Казанцев в день выпускного вечера узнаёт, что его девушка Лена беременна от него. Параллельно за день до этого исчезает его одноклассник Максим Волков. А на самом выпускном вечере при таинственных обстоятельствах погибает подруга Волкова Катя Чунина. | 27 января 2013          | Лёша (Вячеслав Чепурченко)   |
| 2  | Фотография                  | Санитарка «скорой помощи» Лиза, которая увозит тело Кати Чуниной, находит в её руке фотографию Максима Волкова. Лиза вспоминает, что уже видела Максима: утром в день выпускного его в невменяемом состоянии доставили к ним в больницу. Вечером с Лизой связывается следователь СКП Самарин, который сообщает, что Максим сбежал из больницы, выпрыгнув с 4-го этажа, и просит поехать её вместе с ним к Волковым, поскольку Максим подозревается в убийстве Чуниной. | 27 января 2013          | Лиза (Ирина Денисова)        |
| 3  | Чёрный дым                  | Лиза и Самарин приезжают к Волковым и находят мать Максима в бессознательном состоянии. Параллельно до Самарина дозванивается отец Максима Валерий Волков и зовёт их на загородную дачу Волковых. Но там Лиза и Самарин находят только до смерти напуганного Максима, а затем сталкиваются с непонятным чёрным энергетическим сгустком и им втроём чудом удаётся убежать от него. | 27 января 2013          | Самарин (Дмитрий Готсдинер)  |
| 4  | Выстрел                     | Вера Казанцева получает от её младшего брата Лёши на хранение непонятный цилиндрический предмет в виде капсулы. Через некоторое время чёрный энергетический сгусток проникает в квартиру Казанцевых и вселяется в их кошку, которая начинает вести себя очень агрессивно. Вера в панике убегает из квартиры. | 3 февраля 2013          | Вера (Мария Курденевич)      |
| 5  | Проклятие Ашрафи            | После того, как увозят тело Чуниной, Лёша и его друг Колян набредают на напуганного Максима, который, подкупив их деньгами, отдаёт им на хранение цилиндрическую капсулу. Параллельно Колян получает от соседа-алкоголика дяди Володи пистолет и узнаёт о «Проклятии Ашрафи»: когда Володя воевал в Афганистане, афганка Ашрафи, которая была матерью убитого им душмана, предсказала ему, что он будет убит этим же пистолетом. Спустя какое-то время Володя погибает от пули, выпущенной этим пистолетом, когда рядом с его домом Лёша стреляется с братом Лены Гариком и один из них промахивается. | 3 февраля 2013          | Колян (Павел Ясенок)         |
| 6  | Всем на всех наплевать      | Молодого сотрудника ППС Петю Ермакова отправляют нести вахту на выпускном вечере. Незадолго до гибели Кати Чуниной он сталкивается с последней и она в сильной панике отдаёт ему маленький плоский прямоугольник, а спустя некоторое время её находят убитой. | 3 февраля 2013          | Петя (Макар Запорожский)     |
| 7  | Радуга                      | Бомж Олег Шустров соглашается принять участие в странном медицинском эксперименте проекта «Радуга». Однако во время самого эксперимента на волю вырывается тот самый чёрный энергетический сгусток. | 10 февраля 2013         | «Шустрик» (Константин Быков) |
| 8  | Эксперимент                 | Валерий Волков — учёный, работающий на закрытом проекте «Радуга», в котором занимаются переселением человеческой души из одного тела в другое. Первым человеческим «подопытным кроликом», к неудовольствию Волкова, становится серийный убийца Александр Ткачук, который перед извлечением клянётся, в случае смерти, вернуться и убить всех, кто участвует в «Радуге». Параллельно один из учёных «Радуги» Андрей Осокин высказывает Волкову свои опасения относительно того, что люди, финансирующие проект, собираются использовать их результаты в корыстных целях.                                | 10 февраля 2013         | Волков (Анатолий Горячев)    |
| 9  | Обезьянки                   | После срыва эксперимента Волкову удаётся заключить душу Ткачука в капсулу. Затем он, пытаясь скрыться от преследования от вышестоящих инстанций (которые уже знали, что Волков саботировал эксперимент, из-за чего душа Ткачука вырвалась на свободу), отдаёт капсулу и ключ от неё на хранение сыну Максиму, даже не подозревая, какой смертельной опасности он подвергает его и всех окружающих. | 10 февраля 2013         | Максим (Александр Бобров)    |
| 10 | Последний день первой любви | За месяц до выпускного Максим начинает встречаться с Катей Чуниной. Накануне выпускного вечера он показывает ей капсулу, и они из любопытства вскрывают её. Вырвавшийся Ткачук вселяется в Максима, чем сильно пугает Катю, и она убегает. Позже, во время выпускного, Максим разыскивает Катю в школе и просит её спрятать ключ от капсулы. Однако Ткачук начинает охотиться за Катей, и она отдаёт ключ ничего не понимающему милиционеру Пете Ермакову. Спустя какое-то Время Катю закалывает ножом сотрудник службы безопасности проекта «Радуга» Воронов, который захвачен Ткачуком.              | 17 февраля 2013         | Катя Чунина (Лилия Разакова) |
| 11 | Остаться в живых            | После срыва эксперимента — Волков сбегает, а на его поиски отправляют сотрудника службы безопасности проекта. | 17 февраля 2013         | Воронов (Дмитрий Поднозов)   |
| 12 | Этого не может быть         | После встречи с Вороновым следователь Самарин отправляется на поиски доктора Волкова. | 17 февраля 2013         | Самарин (Дмитрий Готсдинер)  |
| 13 | Апокалипсис                 | На следующее утро после выпускного Леша и Коля едут к Вере за капсулой, которую дал им Максим. На квартире ребята сталкиваются с Вороновым. | 24 февраля 2013         | Лёша (Вячеслав Чепурченко)   |
| 14 | Прятки                      | Компания уходит от преследования и разделяется на группы. Лиза с Максимом едут на дачу Волковых, где рассчитывают увидеть Самарина. | 24 февраля 2013         | Лиза (Ирина Денисова)        |
| 15 | Ежова                       | Анна Ежова — бывший сотрудник органов госбезопасности, получает приглашение в секретный проект под названием «Радуга». Она вербует Андрея Осокина в проект, но в какой-то момент узнает, что Осокин собирается саботировать работу проекта. | 24 февраля 2013         | Ежова (Лидия Омутных)        |
| 16 | Призрак                     | Максим становится свидетелем того, как его отец переселяет свою душу из Самарина в своё тело. Волкову-старшему приходится, наконец, раскрыть сыну всю суть проекта «Радуга». В самый разгар на дачу, где они находятся, заявляется Петя Ермаков, контролируемый Ткачуком, стреляет Волкову-старшему в живот и забирает капсулу. | 3 марта 2013            | Волков (Анатолий Горячев)    |
| 17 | Ночь сурка                  | Петя Ермаков был захвачен чёрным дымом, позже он приходит в себя с постгипнотической амнезией последних часов. По новостям показывают Петю, грабящего банк. | 3 марта 2013            | Петя (Макар Запорожский)     |
| 18 | Лаборатория                 | Валерий Волков вводит Петю в гипнотический транс, чтобы его фантомная память (то есть отпечаток души Ткачука) рассказал им, где он спрятал капсулу. Капсула спрятана в заброшенном гараже, некогда принадлежавшем Ткачуку. Когда Самарин, Лиза, Максим и Петя приходят туда, то там же объявляется и сам Ткачук, на этот раз в виде энергетического сгустка. Максим готовится открыть перед ним капсулу. | 3 марта 2013            | Максим (Александр Бобров)    |
| 19 | Убийца                      | Убийца Александр Ткачук приговорён к пожизненному заключению. Однако его выбирают для участия в проекте «Радуга», взамен обещая новую идентификацию. В финале, когда Максим Волков открывает перед ним капсулу, неожиданно в небе появляется второй энергетический сгусток, но больших размеров. Ткачук сливается с ним и сгусток плывёт над городом, в котором неожиданно начинается волна массовых преступлений. | 3 марта 2013            | Ткачук (Константин Шелестун) |

## Музыка
Саундтреком из вступительной заставки и заключительных титров является композиция «Evidently Chickentown» из альбома «Snap, Crackle & Bop» английского перформанс-артиста, панка и инди-рокера Джона Купера Кларка, который некогда гастролировал в составе Sex Pistols.